# Cratere Rhaeticus
Rhaeticus è un cratere lunare di 44,43 km situato nella parte nord-orientale della faccia visibile della Luna.